# Abat Oliba
L'abat Oliba (Besalú o Cornellà de Conflent, 971 d.C. - Sant Miquel de Cuixà, el Conflent, 30 d'octubre del 1046) fou un abat benedictí, comte de Berga i Ripoll (998-1002), bisbe de Vic (1018-1046) i abat de Santa Maria de Ripoll i Sant Miquel de Cuixà (1008-1046). A més a més, va fundar el monestir de Montserrat i va restaurar les ciutats de Manresa i Cardona. Oliba va ser una de les figures amb més influència i rellevància del seu temps, en la gestació de la cultura catalana i un gran impulsor de l'art romànic.

## Família
Tercer fill del comte Oliba Cabreta de Cerdanya i Besalú i de la seva muller Ermengarda d'Empúries i, per tant, besnet del comte de Barcelona Guifré el Pilós. Tingué tres germans grans, Bernat Tallaferro de Besalú, Guifré II de Cerdanya i Adelaida, així com un germà petit, Berenguer (posteriorment bisbe d'Elna). Tingué també una germanastra, de nom Ingilberga.

## Oliba, comte
L'any 971 neix a Besalú o a Cornellà de Conflent el tercer fill del comte Oliba Cabreta, en el si de la família més prominent de la Catalunya del segle x, la qual tenia l'hegemonia dels comtats d'Urgell, Cerdanya, Besalú, Osona, Manresa i Girona.
L'any 988 el comte Oliba Cabreta pren els hàbits i es retira a Montecassino amb Romuald de Ravenna, a qui va conèixer a Cuixà.
Oliba passà a exercir, juntament amb els seus germans i la seva mare Ermengarda de Vallespir, les funcions comtals sobre la totalitat del patrimoni familiar. Així mentre el seu germà Bernat heretava Besalú i Guifré el de Cerdanya, Oliba va rebre els de Berga i Ripoll.
Entre els anys 988 i 1002, Oliba va ser comte de Berga i Ripoll, si bé estigué associat al seu germà Guifré els anys 993-994 sobre els dominis de la Cerdanya, el Conflent i el Capcir.

## Oliba, monjo i abat
L'agost de 1002, quan tenia 31 anys, renuncià als comtats, cedint el comtat de Ripoll al seu germà Bernat i el de Berga a Guifré, i ingressà a l'orde benedictí al monestir de Ripoll. L'any 1008, després de la mort de l'abat Seniofré, Oliba fou escollit abat. Pocs mesos després, aquell mateix any, fou escollit abat del Monestir de Sant Miquel de Cuixà. Oliba inicia un seguit d'accions per a promoure una disciplina més austera en els seus monestirs.
La fama de l'abat feu que l'any següent, 1009, també el nomenessin abat de Sant Martí del Canigó i altres monestirs acollissin el seu estil de govern, com els monestirs de Sant Feliu de Guíxols i el de Sant Sadurní de Tavèrnoles.
Oliba dedica molt dels seus esforços a defensar els béns i drets de les esglésies a càrrec seu dels atacs senyorials. L'any 1011 va tenir audiència al Vaticà i obtingué del papa Sergi IV un seguit de butlles per als seus monestirs. Aquestes butlles papals tenien un poder important: el Papa, representant de Déu a la terra, afirmava que els monestirs i les terres de la seva propietat quedaven sota la protecció de Sant Pere del Vaticà i una agressió contra el monestir era una agressió contra l'autoritat del Papa.

### Santa Maria de Ripoll

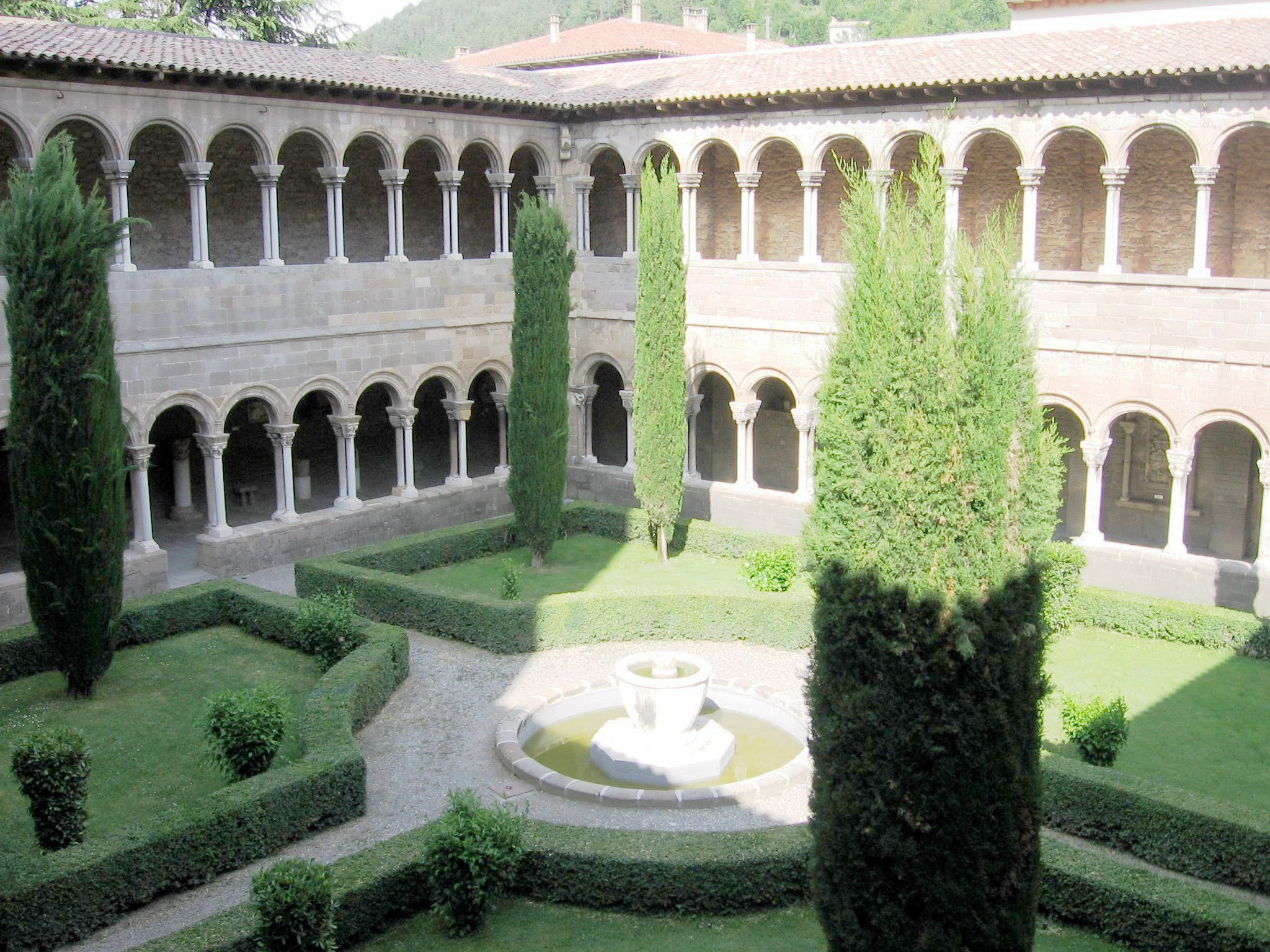
Claustre de Santa Maria de Ripoll

La Catalunya de la fi del segle x, en ser zona fronterera entre l'islam i la cristiandat esdevingué un important nucli cultural, l'accés directe a la ciència àrab i l'important prestigi que acumulaven els scriptoria dels monestirs catalans col·locaren la cultura catalana com a capdavantera a Europa.
D'entre tots, el scriptorium català més important fou el de Ripoll. El papa Silvestre II introduí a Europa la numeració àrab i el concepte de zero, així com l'astrolabi gràcies als coneixements adquirits a Ripoll. La biblioteca de Ripoll fou, en l'època d'Oliba, el qual arriba a triplicar el nombre de volums sota el seu mandat, junt amb la de Bobbio, una de les més importants de tota la cristiandat.

### Sant Miquel de Cuixà

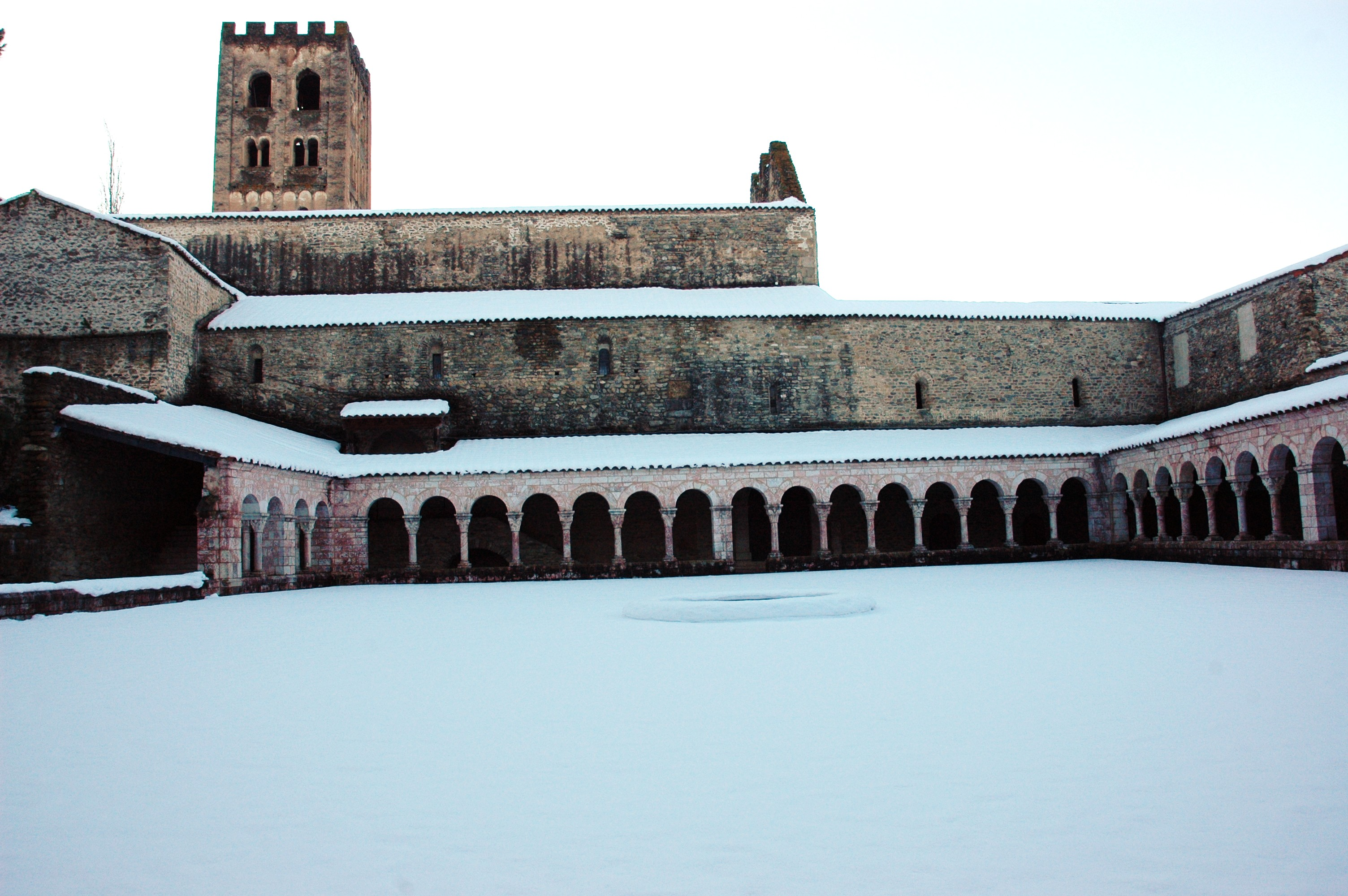
Sant Miquel de Cuixà - Claustre

Sota el mandat d'Oliba el monestir patí grans modificacions arquitectòniques. Oliba feu construir un deambulatori al voltant del presbiteri amb tres absidioles, feu alçar un cimbori sobre l'altar major i edificà la cripta de la Nativitat; la capella de la Trinitat i els dos campanars llombards (dels quals tan sols se'n conserva un).

### Sant Martí del Canigó
El monestir de Sant Martí del Canigó fou fundat pel germà d'Oliba, el comte Guifré II de Cerdanya-Conflent. Guifré va prendre una vella església a la falda del Canigó i la convertí en un cenobi important.
L'any 1009 ja havia esdevingut basílica i la seva comunitat era formada per monjos procedents de Cuixà, fet que convertí a Oliba en abat de la comunitat fins al 1014 en què la comunitat ja va tenir prou monjos per nomenar un abat d'entre ells.

## Oliba, bisbe
A la fi de l'any 1017, amb la intervenció decisiva de la comtessa Ermessenda de Carcassona, de la qual Oliba restà com a bon amic i conseller, fou nomenat bisbe auxiliar de Vic. A la mort del bisbe Borrell d'Osona l'any següent, 1018, Oliba és nomenat bisbe.
Una de les primeres accions que portà a terme com a bisbe fou donar suport al seu germà Bernat Tallaferro en l'expulsió del cenobi del convent de Sant Joan de les Abadesses. El monestir, fundat per Guifré el Pelós cent anys abans, era un dels monestirs femenins més importants de l'època. Bernat acusà l'abadessa Ingelbrega, germanastra d'ell i Oliba, i la resta de monges de tenir una conducta deshonesta. Bernat, amb Oliba i un grup de prohoms presentà el cas al Papa Benet VIII el qual decretà l'expulsió de les monges del cenobi i ordenà que en el monestir s'hi instal·lessin monjos, nomenant abat el fill de Bernat, Guifré. La intenció de Bernat de crear el Bisbat de Besalú fou segurament el motiu últim d'aquesta acusació contra les monges de Sant Joan. Finalment l'any 1017 Bernat aconseguí que es formés el Bisbat de Besalú, amb tot, la vida del dit bisbat fou efímera, ja que desaparegué al cap de tres anys, el 1020, a la mort del mateix Bernat, el qual morí ofegat en les aigües del riu Roine.
Poc després de l'episodi de Sant Joan de les Abadesses, Oliba fou reclamat com a mitjancer per la comtessa Ermessenda, vídua de Ramon Borrell, vers un alou d'Ullastret que reclamava per a si el comte Hug I d'Empúries. Hug portà a judici la comtessa. Els jutges sentenciaren en favor d'Ermessenda, confirmant la propietat de l'alou a aquesta. Mesos més tard Hug ocupà militarment Ullastret i Oliba fou tornat a cridar per a exercir de mitjancer en aquest conflicte. Finalment la comtessa de Barcelona es quedà la propietat de l'alou.

### La catedral de Sant Pere de Vic

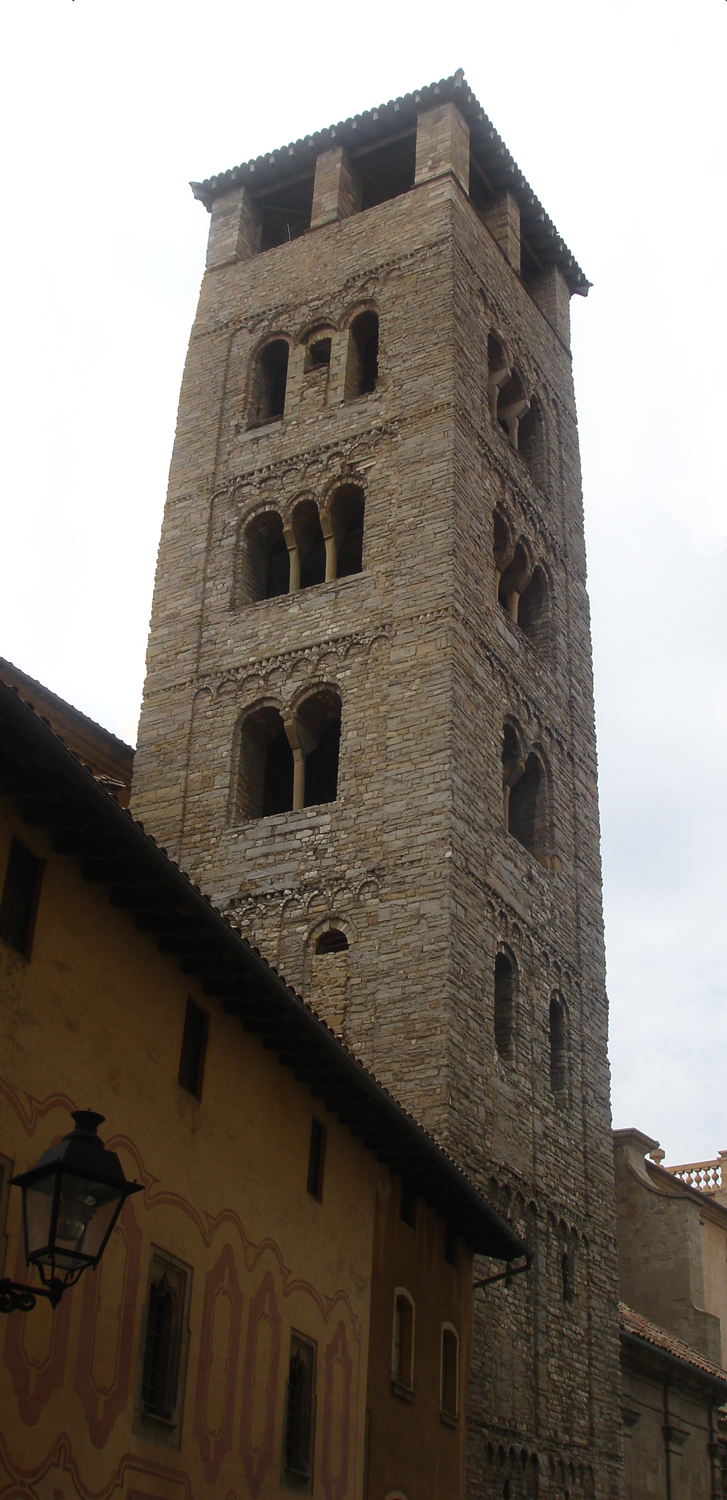
Campanar de Sant Pere de Vic

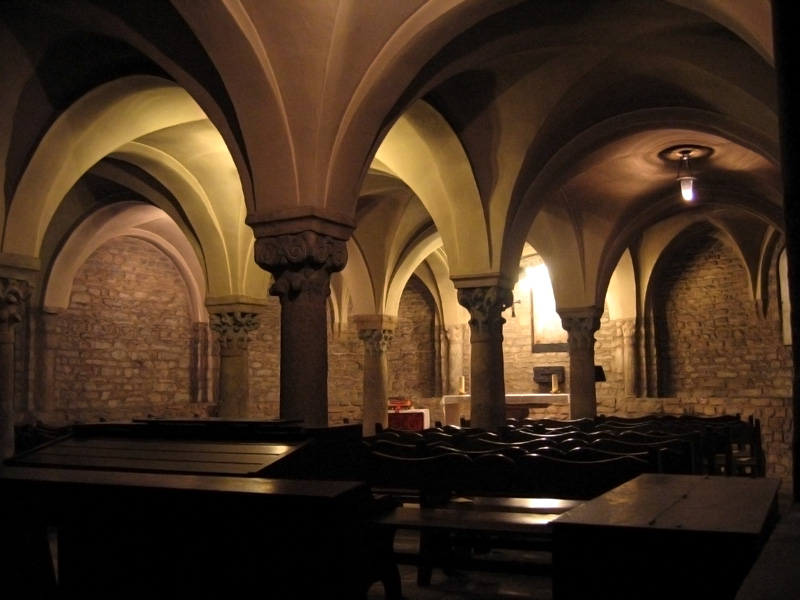
Cripta de Sant Pere de Vic

Oliba impulsà la construcció de la nova seu del bisbat d'Osona, la catedral de Sant Pere. La seu construïda per Oliba fou enderrocada per acollir una nova seu d'estil neoclàssic al segle xviii. Afortunadament es conservaren els dos elements més importants de l'antiga seu: El campanar, d'estil romànic llombard de 46 metres d'alçada, i la cripta, situada sota l'absis principal, de planta semicircular i dividida en tres naus sostingudes per columnes amb capitells d'estil califal.

### La fundació del monestir de Montserrat

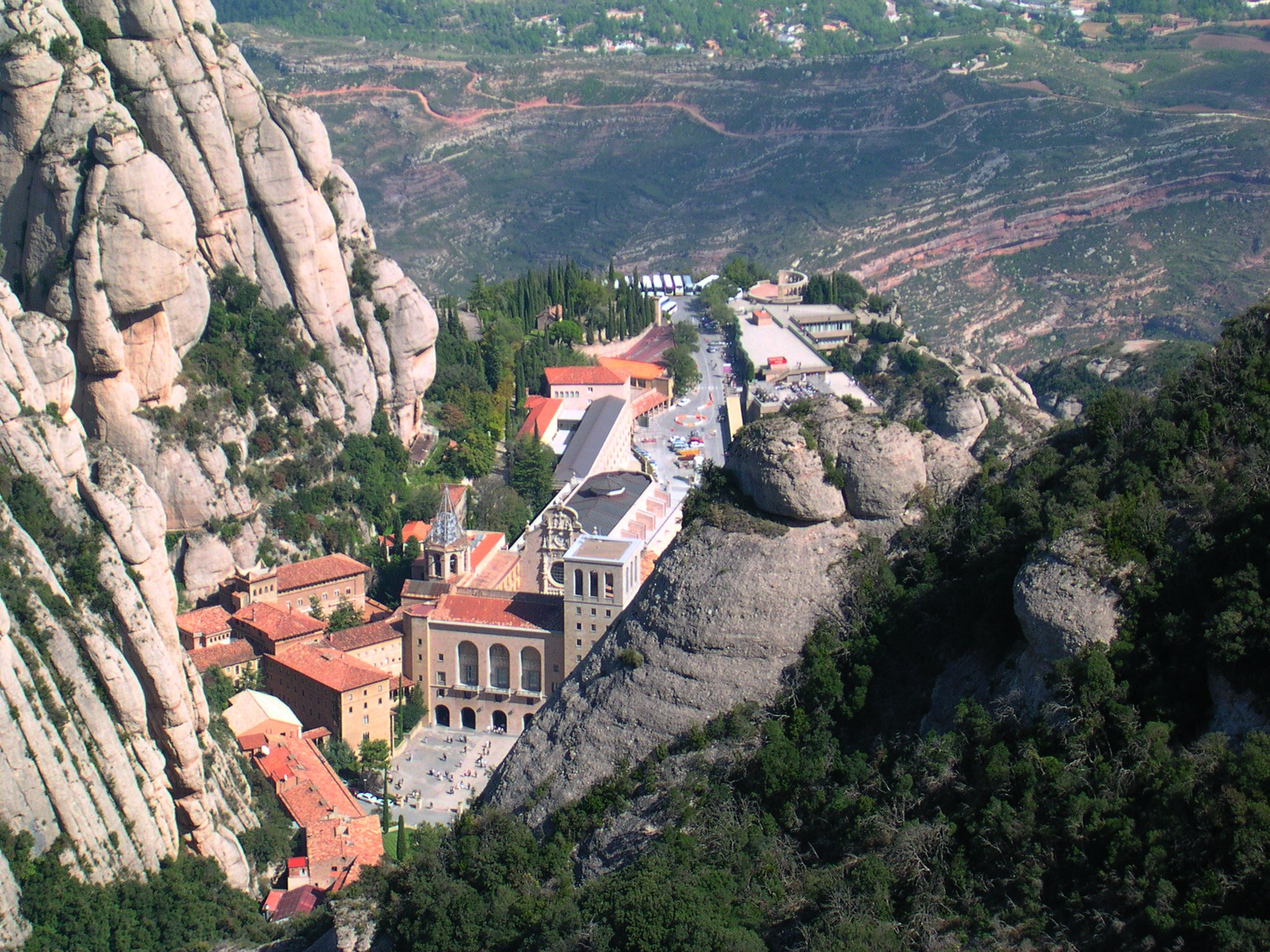
Santa Maria de Montserrat - Vista general

L'any 1025 Oliba fundà el monestir de Montserrat al costat de l'existent església, de Santa Maria (segle ix). Fins a l'any 1409 el monestir de Montserrat depengué de Ripoll.
Per tal de poder fundar el monestir Oliba hagué de lluitar per tal d'aconseguir recuperar la titularitat de la muntanya. Anys enrere el comte Sunyer, fill de Guifré el Pilós, havia cedit la muntanya i les esglésies a l'abat Cesari, el fundador de l'església de Santa Cecília. Mitjançant una butlla, obtinguda per Oliba del papa Sergi, el 1011, on s'afirmava que la muntanya era propietat del monestir de Ripoll, Oliba procurà recuperar-la. Amb tot, els comtes de Barcelona no atengueren les seves peticions.
L'any 1022 Oliba, ja com a bisbe, tornà a reclamar a la cort comtal de Barcelona la propietat de la muntanya. El 29 de juny Ermessenda i Berenguer Ramon I acudiren a Ripoll per a confirmar personalment la propietat del monestir de Ripoll sobre la muntanya. Oliba envià diversos monjos de Ripoll cap a Santa Maria de Montserrat amb l'ordre de formar un cenobi directament dependent de Ripoll. Així la fundació de l'abadia de Montserrat se situa l'any 1025.

### Restauració de Manresa i Cardona
L'any 1003 Manresa queda destruïda i els seus habitants fets presoners per tropes sarraïnes comandades per Abd-al-Malik. La ciutat restà en runes durant anys. Mentre els comtes catalans impulsaven la construcció de castells defensius al llarg de la línia del Llobregat, Oliba també participà activament en la construcció de castells defensius a la frontera del seu bisbat, des de Calaf fins a Queralt. L'any 1020, Oliba s'implica personalment en la reconstrucció de Manresa. Junt amb els comtes de Barcelona i altres nobles, viatjà a la ciutat i confirmà per escrit la dotació i el patrimoni de la ciutat. Un any abans Oliba participà en un procés semblant a Cardona. Oliba instigà al Vescomte d'Osona Bermon que restaurés la canònica de Sant Vicenç.

## Assemblees de Pau i treva
La formació del nou sistema feudal es deixà sentir amb força a Catalunya. A partir de la dècada de 1020-1030 les disputes entre nobles s'intensifiquen. Els nobles actuaven arbitràriament dins dels seus territoris i la situació de rapinya i espoli dels nobles sobre els pagesos, els quals passaren d'ésser homes lliures a serfs, i contra l'església i les seves possessions portà a Oliba a plantejar una estratègia amb la intenció de limitar les lluites feudals.
Oliba intervingué nombroses vegades com a mediador entre les disputes dels nobles, procurant la concòrdia entre els contendents. Així, a banda del, ja mencionat, conflicte entre Hug d'Empúries i Ermessenda, també intervé en els conflictes entre Hug I d'Empúries i Gausfred II de Rosselló (1018?); Entre Ermessenda i Berenguer Ramon I (1021), posteriorment a la proclamació de la Pau i la Treva de Déu, també intervé com a mediador entre la mateixa Ermessenda i el seu net Ramon Berenguer I (1040) i entre aquest i el vescomte Udalard de Barcelona i, el germà d'aquest, el bisbe Guislabert de Barcelona el 1044.
Tota aquesta acció pacificadora es concreta en l'establiment de la Pau i la Treva de Déu. L'any 1022 Oliba, acompanyat pel bisbe Berenguer de Gurb, proposa la treva de Déu en un sínode celebrat a Elna. La proposta és proclamada per Oliba l'any 1027 i ratificada en una assemblea que va tenir lloc a Toluges.
La pau de Déu establia el dret de refugi que l'església oferia dins del temple i a les sagreres. La treva de Déu prohibia les accions bèl·liques durant un temps determinat. Inicialment la treva de Déu s'iniciava dissabte el vespre fins al final de diumenge. La pau i la treva de Déu varen anar ampliant-se en diferents sínodes com els de Vic de 1030 i 1033, en aquest últim, presidit per Oliba, s'estengué la prohibició de les accions bèl·liques de dijous a diumenge, i la protecció emparava els pagesos i els seus domicilis, sota pena d'excomunió.